# Evangelische Kirche (Manau)

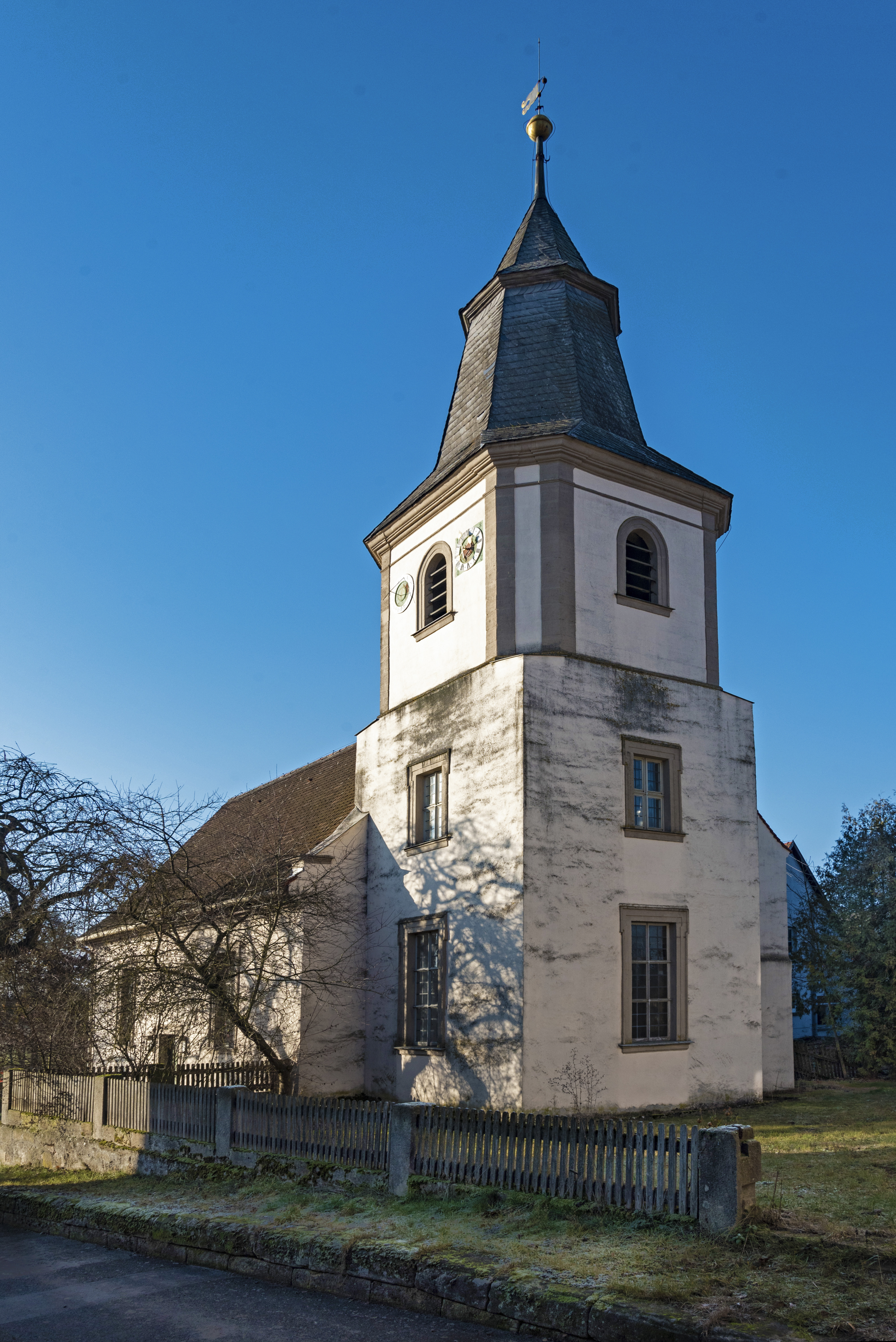
Evangelische Kirche in Manau

Die evangelische, denkmalgeschützte Pfarrkirche Manau steht in Manau, einem Gemeindeteil der Stadt Hofheim in Unterfranken im unterfränkischen Landkreis Haßberge (Bayern). Im Jahr 1608 wurde an den älteren Chorturm das Langhaus angebaut. Die Kirche gehört zur Pfarrei von Schweinshaupten im Dekanat Rügheim im Kirchenkreis Bayreuth der Evangelisch-Lutherischen Kirche in Bayern.

## Beschreibung
Das mit einem Satteldach bedeckte Langhaus der Saalkirche wurde 1608 gebaut. In seinem Innenraum wurden am Anfang des 18. Jahrhunderts Emporen eingebaut. Der Chorturm im Osten wurde 1807 um ein Geschoss mit abgeschrägten Ecken aufgestockt, das im Süden neben der Klangarkade, hinter der sich der Glockenstuhl verbirgt, das Zifferblatt der Turmuhr und eine Sonnenuhr zeigt. Bedeckt wurde der Chorturm mit einem achtseitigen, schiefergedeckten, gestuften Knickhelm.